# Deja de soñar / Madrigal del año nuevo
Deja de soñar / Madrigal del año nuevo es un EP de varios intérpretes, lanzado en 1973 por el sello chileno DICAP. El grupo Los Arfiles hacen el acompañamiento musical de todos los temas salvo el último.

## Lista de canciones
| Lado A |                       |              |              |                 |          |  |
| N.º    | Título                | Letras       | Música       | Intérprete      | Duración |  |
| 1.     | «Deja de soñar»       | Víctor Ogaz  | Víctor Ogaz  | Víctor Ogaz     |          |  |
| 2.     | «Oh, soledad soledad» | Hugo Parejas | Hugo Parejas | Eduardo Mellado |          |  |

| Lado B |                         |                |               |               |          |  |
| N.º    | Título                  | Letras         | Música        | Intérprete    | Duración |  |
| 3.     | «Madrigal de año nuevo» | Luis Iturriaga | Rubén Morales | Rubén Morales |          |  |
| 4.     | «Viva la libertad»      | Raúl Cea       | Raúl Cea      | Los del Norte |          |  |